# Piotr Beczała
Piotr Beczała (ur. 28 grudnia 1966 w Czechowicach-Dziedzicach) – polski śpiewak operowy (tenor liryczny).
Występował m.in. w Metropolitan Opera, Covent Garden Theatre, San Francisco Opera, La Scali i Operze Wiedeńskiej, a także na scenach w: Amsterdamie (Concertgebouw), Brukseli, Paryżu, Hamburgu, Berlinie (Konzerthaus Berlin), Frankfurcie nad Menem, Monachium (Munich Philharmonic Hall, Herkulessaal), Genewie, Bolonii, Wiedniu (Wiener Musikverein, Wiener Konzerthaus), Moskwie (Konserwatorium im. Czajkowskiego), Zurychu (Tonhalle Zürich), Cleveland (Severance Hall) i Atenach oraz na festiwalach w Salzburgu (Salzburger Festspiele), Grazie, Vorarlbergu (Schubertiada), Lucernie, Bayreuth, Torre del Lago i Montpellier.
W trakcie kariery występował w wielu rolach operowych i operetkowych, m.in. jako Alfred Germont (Traviata), książę Mantui (Rigoletto), Rudolf (Cyganeria), Werter (Werther), Leński (Eugeniusz Oniegin), Vaudémont (Jolanta), Jenik (Sprzedana narzeczona), Jontek (Halka), pasterz (Król Roger), Tamino (Czarodziejski flet), Belmonte (Uprowadzenie z seraju), Don Ottavio (Don Giovanni), Orombello (Beatrice di Tenda), włoski śpiewak (Kawaler srebrnej róży), Camille de Rosillon (Wesoła wdówka), Cavaradossi (Tosca) i Rodolf (Luisa Miller).
Aktywnie udziela się charytatywnie. Występował na licznych wydarzeniach dobroczynnych, m.in. na gali na rzecz Niemieckiej Fundacji ds. Walki z AIDS w Berlinie oraz na koncertach Fundacji Czerwonej Wstążki i koncertach Life Ball.

## Życiorys

### Rodzina i edukacja
Jest synem Janiny i Antoniego Beczałów; jego matka była krawcową, a ojciec pracował w fabryce tekstylnej w Komorowicach. Jest najstarszy z trojga rodzeństwa: ma młodszą o trzy lata siostrę Krystynę i młodszego o siedem lat brata Arkadiusza. W dzieciństwie udzielał się w harcerstwie, śpiewał w szkolnym chórze i nauczył się gry na gitarze. Był fanem The Beatles i Procol Harum.
Uczęszczał do technikum mechanicznego (do klasy o profilu „mechaniczna automatyka przemysłowa”) w Czechowicach-Dziedzicach. Na zaproszenie Anny Szostak-Myrczek, dyrygentki szkolnego chóru, dołączył do prowadzonych przez nią Chóru im. Stanisława Moniuszki i Zespołu Muzyki Dawnej Madrygaliści, z którym koncertował po kraju i Europie Zachodniej. Z zespołu odszedł po roku od rozpoczęcia studiów na Akademii Muzycznej w Katowicach, w której uczył się w klasie prof. Jana Ballarina. Podczas studiów asystował jako śpiewak na egzaminach, poza tym śpiewał w Filharmonii Śląskiej, a także brał udział w zajęciach u Pavla Lisiciana w Wyższej Szkole Muzycznej im. Ferenca Liszta w Weimarze oraz u Seny Jurinac w Międzynarodowej Muzycznej Szkole Letniej w Lenk i Académie musicale de Villecroze. Dorabiał jako śpiewak uliczny przy Kärntner Straße w Wiedniu. Ponadto należał do akademickiej drużyny siatkarskiej.

### Kariera zawodowa
Jeszcze przed zakończeniem studiów w 1992 podpisał kontrakt z Landestheater w Linzu, gdzie początkowo grał drugoplanowe postaci: Dancairo w Carmen, księcia Guidona w Złotym koguciku, mistrza tańca Gastona w Schwergewicht oder die Ehre der Nation i służącego Hermanna w Zbójcach, a także znalazł się w drugiej obsadzie spektakli: Così fan tutte (jako Ferrand) i Sprzedana narzeczona (jako Hans). W tym okresie zaczął pobierać zajęcia wokalne u Dale’a Fundlinga, z którym współpracował przez kolejne 19 lat. W trzecim sezonie pracy w teatrze w Linzu zagrał tytułową rolę w operze Werther oraz wystąpił jako Tamin w Czarodziejskim flecie i Alfred w Traviacie, a w 1996 wystąpił jako Belmonto w Uprowadzeniu z seraju. W trakcie współpracy z teatrem dorabiał, koncertując z Bruckner Orchester Linz m.in. w centrum festiwalowo-kongresowym Brucknerhaus w Linzu, poza tym wystąpił gościnnie jako Stanislaus w kilku spektaklach Ptasznika w Tyrolu w Landestheater w Salzburgu oraz jako Rinuccio w Gianni Schicchi w Zürcher Oper, a także zaśpiewał oratorium „Te Deum” Brucknera w koncercie poświęconym pamięci Gustava Mahlera w Operze Wiedeńskiej. Z uwagi na swoje warunki wokalne w pierwszych latach kariery porównywany był do Fritza Wunderlicha, jednego ze swoich idoli, którymi byli także: Hermann Prey, Jan Kiepura, Richard Tauber, Nicolai Gedda i Rudolf Schock.
W 1997 odszedł z Landestheater i został artystą Opery w Zurychu, w której zadebiutował 4 października 1997 ciepło przyjętą przez publiczność i krytyków rolą Tristana w oratorium Zaubertrank/Le vin herbé. W tym samym roku po raz pierwszy wystąpił na Festiwalu w Salzburgu, gdzie zaśpiewał partię Tamina w Czarodziejskim flecie, którą w następnym roku wykonał gościnnie również w Operze Wiedeńskiej. W trakcie kontraktu w Zürcher Oper wystąpił również jako Matteo w Arabelli, Camille de Rossillion w Wesołej wdówce, Alfred w Zemście nietoperza, książę Mantui w Rigoletcie, Gustaw w Balu maskowym, hrabia Neipperg w Madame Sans-Gêne i Su Czong w Krainie uśmiechu. Z czasem podpisał z Operą w Zurychu kontrakt rezydencki, który umożliwił mu występy gościnne w innych teatrach, m.in. w Opéra Garnier w Paryżu, La Monnaie w Brukseli czy Theater an der Wien. Uznanie międzynarodowej prasy zdobył tytułową rolą w Fauście w Royal Opera House w Londynie, gdzie następnie wystąpił także w Cyganerii, Traviacie, Eugeniuszu Onieginie oraz Romeo i Julii.
W styczniu 2006 zadebiutował w La Scali rolą księcia Mantui w operze Giuseppe Verdiego Rigoletto. W tej samej roli po raz pierwszy wystąpił również w grudniu 2006 w Metropolitan Opera, w której w kolejnych sezonach wystąpił m.in. w: Rusałce, Romeo i Julii, Adrianie Lecouvreur, Manonie Lescaut, Łucji z Lammermooru i Eugeniuszu Onieginie. W 2007 wystąpił jako książę Mantui w Rigoletcie w Operze Narodowej w Warszawie oraz zaśpiewał w ramach Koncertów Poznańskich z orkiestrą Filharmonii Poznańskiej w Auli Uniwersytetu im. Adama Mickiewicza w Poznaniu. 30 marca 2008 wystąpił w Operze Narodowej w Warszawie jako sir Edgardo di Ravenswood w Łucji z Lammermooru Gaetana Donizettiego. Również w 2008 wydał swój debiutancki album studyjny pt. Salut.
W 2010 został odznaczony Srebrnym Medalem „Zasłużony Kulturze Gloria Artis”, a także wydał drugi solowy album pt. Slavic Opera Arias nagrany z Polską Orkiestrą Radiową. W sezonie 2011/2012 został zaangażowany do roli Rudolfa w Cyganerii w La Scali. 24 listopada 2012 zagrał w Teatrze Wielkim w Warszawie koncert z okazji jubileuszu 20-lecia debiutu operowego. W 2013 z okazji 200. rocznicy urodzin Giuseppe Verdiego nagrał album pt. Verdi z Polską Orkiestrą Radiową oraz wystąpił w dwóch operach twórcy: ponownie jako książę w Rigoletcie w Metropolitan Opera oraz jako Alfred Germont w Traviacie w La Scali, z którą zakończył współpracę po sezonie 2013/2014. W hołdzie  Richardowi Tauberowi nagrał i wydał w 2013 album pt. Twoim jest serce me, a w kwietniu 2014 wystąpił na Nadzwyczajnej Gali Operowej zorganizowanej w Operze Wrocławskiej we Wrocławiu.
W 2015 został odznaczony Krzyżem Kawalerskim Orderu Odrodzenia Polski przez prezydenta Bronisława Komorowskiego, a także zaśpiewał w koncercie „Arie Oper Świata” w ramach XIX Letniego Festiwalu Opery Krakowskiej na Dziedzińcu Arkadowym Zamku Królewskiego na Wawelu, wystąpił w Wertherze podczas Festiwalu w Salzburgu i wydał album pt. The French Collection. W maju 2016 zadebiutował w Semperoper Dresden w tytułowej roli w operze Lohendrin. W 2017 występował w Adrianie Lecouvreur w Operze Wiedeńskiej. W 2018 otrzymał Złoty Medal „Zasłużony Kulturze Gloria Artis” oraz zagrał Edwarda podczas polskiej premiery Łucji z Lammermooru w Teatrze Wielkim w Warszawie. W 2019 zagrał tytułową rolę w Lohendrinie podczas Bayreuther Festspiele, a także wystąpił w Luisie Miller na Festiwalu w Salzburgu, poza tym zadebiutował jako Cavaradossi w Tosce w Operze Wiedeńskiej oraz wystąpił m.in. w Otellu w Metropolitan Opera, Balu maskowym w Deutsche Oper w Berlinie i Halce w Theater an der Wien.
Na koniec sezonu 2019 otrzymał tytuł Kammersänger w Operze Wiedeńskiej. 
W 2019 roku został uhonorowany „Złotą Muszką" - Nagrodą im. Bogusława Kaczyńskiego przyznawaną przez Orfeo Fundacja im. Bogusława Kaczyńskiego za wybitne osiągnięcia w dziedzinie wokalistyki operowej i propagowanie najwyższych wartości kultury muzycznej na świecie.
W 2020 wystąpił w Operze Narodowej w Warszawie w tytułowej roli w Wertherze Jules’a Masseneta oraz jako Jontek w Halce Moniuszki (w ramach koprodukcji z Theater an der Wien), a także nagrał swoją interpretację utworu „Tango milonga” na potrzeby składanki pt. 95 lat Polskiego Radia oraz wydał album pt. Vincerò. 17 maja 2022 otrzymał tytuł doktora honoris causa Akademii Muzycznej w Katowicach.

## Życie prywatne
24 października 1992 poślubił Katarzynę Bąk, którą poznał w Zespole Muzyki Dawnej Madrygaliści. W 2012 uzyskali szwajcarskie obywatelstwo. Mieszkają w Żabnicy, mają też domy w Krakowie, Wiedniu i Zollikonie.

## Dyskografia

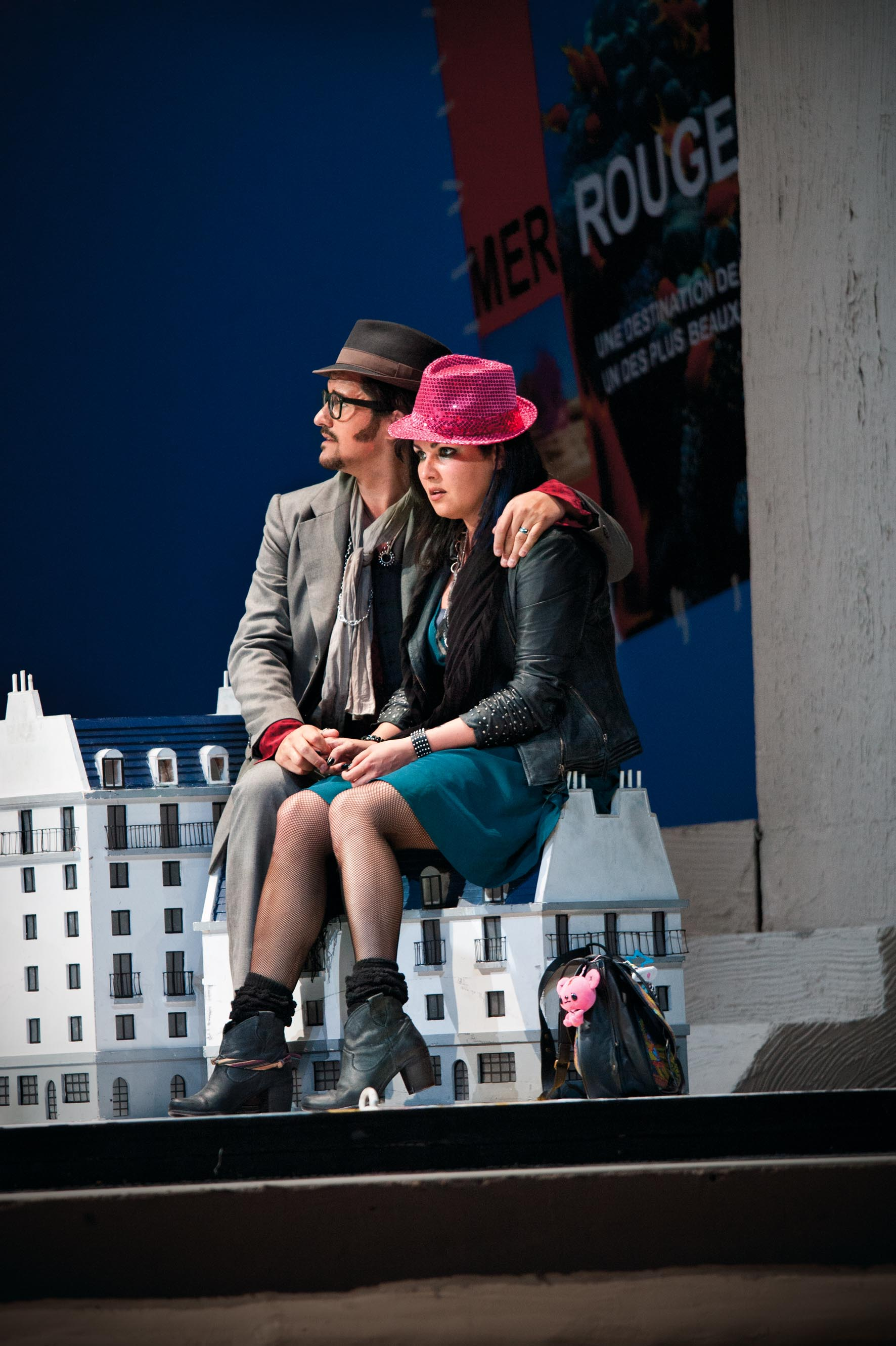
Piotr Beczała (jako Rodolfo) i Anna Netrebko (jako Mimì), Giacomo Puccini – Cyganeria, Festiwal w Salzburgu 2012

- 2015: „The French Collection” (CD)
- 2013: „Twoim jest serce me (W hołdzie Richardowi Tauberowi)” (+ Royal Philharmonic Orchestra, Łukasz Borowicz) (CD) – złota płyta[49]
- 2013: „Heart’s Delight (The Songs of Richard Tauber)” (CD)
- 2013: Verdi: „Rigoletto” (+ Željko Lučić, Diana Damrau, Oksana Volkova, Stefan Kocán) (Blu-ray Disc, DVD)
- 2013: „Verdi” (+ Polish Radio Symphony Orchestra, Łukasz Borowicz, Ewa Podleś, Mariusz Kwiecień) (CD)
- 2013: Donizetti: „Lucia di Lammermoor” (+ Anna Netrebko, Mariusz Kwiecień, Ildar Abdrazakov) (Blu-ray Disc)
- 2013: „Happy New Year (Die Operettengala aus Dresden)” (+Ingeborg Schopf (na wersji DVD)/Diana Damrau (na Blu-ray Disc i CD/DVD combo), Staatskapelle Dresden) (Blu-ray Disc, DVD, CD/DVD combo)
- 2012: Puccini: „La bohème” (+ Anna Netrebko, Nino Machaidze, Massimo Cavalletti, Alesso Arduini, Carlo Colombara, Daniele Gatti) (CD, DVD)
- 2012: Mahler: „Symphony No. 9” (LSO Live) (+ Walerij Giergijew, London Symphony Orchestra) (SACD)
- 2012: Giuseppe Verdi: „Rigoletto” (+ Leo Nucci, Elena Moșuc, László Polgár) (Blu-ray Disc)
- 2012: „Live aus der Semperoper (The Lehár Gala From Dresden)” (+ Angela Denoke, Ana Maria Labin, Staatskapelle Dresden, Christian Thielemann) (CD, DVD)
- 2011: Dvořák: „Rusalka” (+ Camilla Nylund, Birgit Remmert, Alan Held, Emily Magee, The Cleveland Orchestra, Franz Welser-Möst) (CD)
- 2010: Beethoven: „Symphonie Nr 9” (+ Annette Dasch, Mihoko Fujimura, Georg Zeppenfeld, Wiener Singverein, Wiener Philharmoniker, Christian Thielemann) (DVD)
- 2010: „IoanHolenderFarewellConcert” (różni artyści) (2 DVD)
- 2009: „Slavic Opera Arias” (CD)
- 2009: Gounod: „Faust” (+ Soile Isokoski, Michaela Selinger, Zoryana Kushpler, Kwangchul Youn, Adrian Eröd, Chor und Orchester der Wiener Staatsoper, Bertrand de Billy) (3 CD)
- 2009: Donizetti: „Lucia di Lammermoor” (+ Anna Netrebko, Mariusz Kwiecień, Ildar Abdrazakov, The Metropolitan Opera Orchestra and Chorus, Marco Armiliato) (2 DVD)
- 2008: gościnnie na albumie Anny Netrebko pt. „Souvenirs” (CD, CD+DVD)
- 2007: „Salut!” (CD)
- 2007: „Opera Night (14. Festliche Operngala für die Aids-Stiftung)” (różni wykonawcy, dyr. Lawrence Foster) (DVD)
- 2007: „14. Festliche Operngala für die Aids-Stiftung” (różni wykonawcy, dyr. Lawrence Foster) (CD)
- 2006: Giuseppe Verdi: „Rigoletto” (+ Leo Nucci, Elena Moșuc, László Polgár, Katharina Peetz, Chor und Orchester des Opernhauses Zürich, Nello Santi) (DVD)
- 2006: Franz Lehár: „Das Land des Lächelns” (+ Camilla Nylund, Julia Bauer, Alexander Kaimbacher, Alfred Berg, Chor des Bayerischen Rundfunks, Münchner Rundfunkorchester, Ulf Schirmer) (2 CD)
- 2006: Wolfgang Amadeus Mozart: „Don Giovanni” (+ Thomas Hampson, Ildebrando d’Arcangelo, Christine Schäfer, Melanie Diener, Isabel Bayrakdarian, Luca Pisaroni, Robert Lloyd, Konzertvereinigung Wiener Staatsopernchor, Wiener Philharmoniker, Daniel Harding) (DVD)
- 2006: Wolfgang Amadeus Mozart: „Don Giovanni” (+ Eva Mei, Malin Hartelius, Martina Janková, Simon Keenlyside, Anton Scharinger, Reinhard Mayr, Alfred Muff, Chor und Orchester des Opernhauses Zürich, Franz Welser-Möst) (2 DVD)
- 2005: Giuseppe Verdi: „La Traviata” (+ m.in. Anja Harteros, Chor der Bayerischen Staatsoper, Bayerisches Staatsorchester, Zubin Mehta) (2 CD)
- 2005, RE 2011–2012: Giuseppe Verdi: „La Traviata” (+ Eva Mei, Thomas Hampson, Chor und Orchester des Opernhauses Zürich, Franz Welser-Möst) (DVD)
- 2004: Richard Strauss: „Der Rosenkavalier” (+ Adrianne Pieczonka, Angelika Kirchschlager, Miah Persson, Franz Hawlata, Franz Grundheber, Konzertvereinigung Wiener Staatsopernchor, Wiener Philharmoniker, Siemion Byczkow) (2 DVD)
- 2004: Franz Lehár: „Die Lustige Witwe” (+Dagmar Schellenberger, Rodney Gilfrey, Ute Gfrerer, Rudolf A. Hartmann, Herbert Prikopa, Chor und Orchester des Opernhauses Zürich, Franz Welser-Möst) (DVD)
- 2003 (RE 2006): Wolfgang Amadeus Mozart: „Die Entführung aus dem Serail” (+Klaus Maria Brandauer, Malin Hartelius, Patricia Petibon, Alfred Muff, Chor und Orchester des Opernhauses Zürich, Christoph König) (DVD)
- 2003: Szymanowski: „Król Roger” (+ Wojciech Drabowicz, Olga Pasiecznik, Krzysztof Szmyt, Romuald Tesarowicz, Stefania Toczyska) (2 CD)
- 2002: „9. Festliche Operngala für die Aids-Stiftung” (różni wykonawcy, dyr. Christian Thielemann) (CD)
- 2002: Jacques Offenbach: „Die Rheinnixen” (+Nora Gubisch, Regina Schörg, Gaele Le Roi, Dalibor Jenis, Orchestre National de Montpellier, Friedemann Layer) (3 CD)
- 2002: Piotr I. Czajkowski: „Iolanta” (+ Olga Mykytenko, Andrej Grigorjew, Benno Schollum) (2 CD)
- 2001–2002: Karol Szymanowski: „Sämtliche Lieder für Gesang und Klavier” (+ Juliana Gondek, Urszula Kryger, Iwona Sobotka, Reinild Mees) (4 CD)
- 2001, RE 2012: Wolfgang Amadeus Mozart: „Die Zauberflöte” (+ Matti Salminen, Dorothea Röschmann, Desirée Rancatore, Detlef Roth, Gaele Le Roi, Choeur et Orchestre de l’Opéra National de Paris, Iván Fischer) (DVD)
- 2000, RE 2012: Wolfgang Amadeus Mozart: „Die Zauberflöte” (+ Matti Salminen, Malin Hartelius, Elena Moșuc, Anton Scharinger, Julia Neumann, Chor und Orchester des Opernhauses Zürich, Franz Welser-Möst) (2 DVD)
- 1999: Johann Strauss II: „Simplicius” (+ Martin Zysset, Elizabeth Magnuson, Michael Volle) (DVD, 2 CD)
- 1999: Hector Berlioz: „Roméo et Juliette”/Olivier Messiaen: „L’Ascension” (+ Sylvain Cambreling, Nadine Denize, Peter Lika, SWR Sinfonieorchester Baden-Baden und Freiburg) (2 CD)
- 1999: Antonín Dvořák: „Svatá Ludmila” (+ m.in. Lìvia Àghovà, Michelle Breedt) (CD)
- 1997: Schubert: „Messe Es-dur D 950” (+ Ruth Ziesak, Weselina Kacarowa, Michael Schade, Roland Schubert, Chor des MDR Leipzig, Wiener Philharmoniker, Riccardo Muti (CD))
- 1996–1997, RE 2010: Wolfgang Amadeus Mozart: „Die Entführung aus dem Serail” (+ Ingrid Habermann, Donna Ellen, Oliver Ringelhahn, Franz Kalchmair, Harald Pfeiffer, Chor des Landestheaters Linz, Brucknerorchester Linz, Martin Sieghart) (2 CD)

## Nagrody i wyróżnienia
| Rok  | Kategoria                         | Tytułem                    | Nagroda                                                        | Nota      | Źródło |
| ---- | --------------------------------- | -------------------------- | -------------------------------------------------------------- | --------- | ------ |
| 2011 | Muzyka                            | Piotr Beczała              | Złota Sowa Polonii                                             | Laur      | [ 50 ] |
| 2013 | Muzyka                            | Piotr Beczała              | Doroczna Nagroda Ministra Kultury i Dziedzictwa Narodowego     | Laur      | [ 51 ] |
| 2013 | Muzyka poważna                    | Piotr Beczała              | Gwarancje Kultury TVP Kultura 2012                             | Laur      | [ 52 ] |
| 2013 | Osobowość roku                    | Piotr Beczała              | Koryfeusz Muzyki Polskiej                                      | Laur      | [ 53 ] |
| 2014 | Najlepszy album polski za granicą | Twoim jest serce me        | Fryderyki 2014                                                 | Nominacja | [ 54 ] |
| 2014 | Artysta roku                      | Piotr Beczała              | Fryderyki 2014                                                 | Laur      | [ 54 ] |
| 2014 | Artysta sceny roku                | Piotr Beczała              | Wiktory 2014                                                   | Nominacja | [ 55 ] |
| 2016 | Najlepszy album polski za granicą | The French Collection      | Fryderyki 2016                                                 | Nominacja | [ 56 ] |
| 2018 | Najlepszy śpiewak                 | International Opera Awards | International Opera Awards                                     | Nagroda   | [ 57 ] |
| 2025 |                                   |                            | „Za Zasługi dla Polski i Polaków poza granicami” (TVP Polonia) | Nagroda   | [ 58 ] |

## Ordery, odznaczenia, tytuły honorowe
- Krzyż Kawalerski Orderu Odrodzenia Polski (2015)[59]
- Srebrny Medal „Zasłużony Kulturze Gloria Artis” (2010)[27]
- Złoty Medal „Zasłużony Kulturze Gloria Artis” (2018)[27]
- Doktorat honoris causa Akademii Muzycznej w Katowicach (2022)[44][45]